# Marco Bueno
Marco Antonio Bueno Ontiveros (ur. 31 marca 1994 w Culiacán) – meksykański piłkarz występujący na pozycji napastnika, reprezentant Meksyku.

## Początki
Bueno pochodzi z miasta Culiacán, stolicy meksykańskiego stanu Sinaloa. Jego ojciec Pedro Bueno Torres jest inżynierem, natomiast matka Olivia Ontiveros Ponce nauczycielką, posiada o pięć lat starszego brata Pedro i młodszą siostrę Olivię. Od dzieciństwa interesował się piłką nożną i zaczynał grać w tę dyscyplinę sportu razem ze swoim bratem w położonym niedaleko jego domu parku San Agustín. Jego krajowym piłkarskim idolem jest Jared Borgetti, zaś na arenie międzynarodowej podziwia Lionela Messiego, Cristiano Ronaldo oraz Fernando Torresa.
Bueno w wieku około siedmiu lat zaczął uczęszczać na treningi do lokalnego zespołu piłkarskiego Deportivo Villa Verde, prowadzonego przez trenera Pedro Magañę. Później grał także w juniorskich ekipach Ruíz Cortínez oraz Deportiva Indio. Z ostatnią z wymienionych drużyn, której trenerem był Héctor Acosta, odniósł kilka sukcesów w młodzieżowych turniejach i podczas jednego z nich, rozgrywanego w grudniu 2006 w Tijuanie (w którym występowali też Carlos Fierro i José Pablo Tostado) został zauważony przez wysłanników występującego w najwyższej klasie rozgrywkowej klubu CF Pachuca.
Po pomyślnym przejściu testów, już na początku stycznia, dwunastoletni Bueno dołączył do uznawanej za czołową w Meksyku akademii młodzieżowej Pachuki. Na przestrzeni kilku kolejnych lat był wyróżniającym się zawodnikiem swojej drużyny w lidze meksykańskiej do lat siedemnastu (27 meczów/7 goli) i dwudziestu (18 meczów/7 goli), regularnie brał również udział w juniorskich rozgrywkach międzynarodowych. Po jednym z turniejów do lat piętnastu w Anglii jego zatrudnieniem był zainteresowany tamtejszy klub Everton FC, a w późniejszym czasie również Chelsea FC i Paris Saint-Germain.

## Kariera klubowa
W styczniu 2011 Bueno, jeszcze jako zawodnik drużyny do lat siedemnastu, został wypożyczony do drugoligowego Club León w ramach współpracy pomiędzy obydwoma zespołami (Pachuca i León posiadały wspólnego właściciela – przedsiębiorstwo Grupo Pachuca). Przy okazji transferu prezes Leónu – Jesús Martínez Jr. – określił go jako "zawodnika o nieprawdopodobnym potencjale we wszystkich aspektach". Wybrał tam numer 58 na koszulce, który w poprzednim sezonie należał do Jareda Borgettiego – najlepszego strzelca w historii reprezentacji Meksyku. W Leónie szesnastoletni piłkarz zadebiutował 30 stycznia 2011 w zremisowanym 3:3 ligowym spotkaniu z Tijuaną, kiedy to wybiegł na boisko w wyjściowym składzie, zanotował asystę przy golu Blasa Péreza i został zmieniony w 58. minucie przez Luisa Nievesa. Był to zarazem jego jedyny występ podczas półrocznego pobytu na wypożyczeniu, spowodowany głównie koniecznością spełnienia przez zespół przepisu o liczbie minut rozegranych przez młodzieżowców.
W lipcu 2011 Bueno, po powrocie do Pachuki, został włączony przez szkoleniowca Efraína Floresa do treningów pierwszej drużyny. Wówczas także został zaproszony na dziesięciodniowe testy przez sztab szkoleniowy angielskiego Liverpool FC, które wypadły pomyślnie, a po ich zakończeniu zawodnik za zgodą zarządu Pachuki podpisał z angielską drużyną umowę przedwstępną. Tym samym miał szansę zostać pierwszym meksykańskim piłkarzem, który zawarł kontrakt z drużyną Liverpoolu, lecz z powodu ograniczeń wiekowych transfer nie doszedł ostatecznie do skutku. W meksykańskiej Primera División zawodnik zadebiutował 8 października 2011 w wygranej 1:0 konfrontacji z Jaguares, zmieniając w 83. minucie Elíasa Hernándeza. Więcej szans na grę zaczął otrzymywać wraz z początkiem nowego roku, wskutek kontuzji napastników Enrique Esquedy i Guillermo Franco. Już w trzecim występie w najwyższej klasie rozgrywkowej, 14 stycznia 2012 w wygranym 3:1 meczu z Pueblą, po wejściu z ławki rezerwowych strzelił dwa gole, swoje pierwsze w profesjonalnej karierze (w 76. i 93. minucie). Ogółem do końca wiosennych rozgrywek Clausura 2012 osiemnastolatek strzelił cztery gole w piętnastu spotkaniach (z czego pięć rozpoczął w pierwszym składzie), a za sprawą świetnych występów został wybrany odkryciem sezonu w oficjalnym plebiscycie Meksykańskiego Związku Piłki Nożnej.
Bezpośrednio po tym Bueno został relegowany do roli głębokiego rezerwowego przez nowego trenera – Hugo Sáncheza. Zarzucał on zawodnikowi kiepską formę prezentowaną na treningach i podczas swojej półrocznej kadencji ani razu nie dał nastolatkowi wystąpić w meczu ligowym. Dopiero po odejściu Sáncheza i przyjścia do klubu Gabriela Caballero ponownie zaczął częściej pojawiać się na ligowych boiskach, jednak niemal wyłącznie w roli rezerwowego dla graczy takich jak Abraham Darío Carreño, Fernando Cavenaghi czy Duvier Riascos.
Wobec nieregularnych występów, w styczniu 2014 Bueno udał się na półroczne wypożyczenie do drugoligowego Estudiantes Tecos z siedzibą w Guadalajarze, współpracującego z jego klubem (podobnie jak Pachuca i León był własnością Grupo Pachuca). W ekipie prowadzonej przez Pako Ayestarána zadebiutował 11 stycznia w wygranym 3:1 pojedynku ligowym z Alebrijes, zostając zmienionym w 87. minucie przez Elgabry'ego Rangela. Od razu został podstawowym piłkarzem Tecos, tworząc duet napastników z Paragwajczykiem Gustavo Ramírezem. Pierwszego gola dla nowej drużyny strzelił 31 stycznia w doliczonym czasie wygranego 3:1 ligowego spotkania z Zacatepec. W sezonie Clausura 2014 triumfował z Tecos w rozgrywkach Ascenso MX po zwycięstwie w dwumeczu finałowym nad Correcaminos UAT (0:0, 1:1, 4:3 k.). Pozwoliło to jego zespołowi zmierzyć się w dwumeczu barażowym o awans do pierwszej ligi z Universidadem de Guadalajara – po bezbramkowym remisie w pierwszym spotkaniu, w rewanżu Tecos zremisowali 1:1 (po golu Bueno), aby ostatecznie przegrać w serii rzutów karnych. Nie wywalczyli przez to promocji do pierwszej ligi, a bezpośrednio po tym klub został rozwiązany.
W czerwcu 2014 Bueno powrócił do najwyższej klasy rozgrywkowej, na zasadzie rocznego wypożyczenia z opcją pierwokupu przenosząc się do Deportivo Toluca. Tam zadebiutował 30 lipca w przegranym 1:2 meczu pucharu Meksyku z Méridą (zmieniony w 51. minucie przez Edgara Beníteza), zaś pierwszego gola strzelił 19 sierpnia w wygranej 3:2 konfrontacji z Atlante, również w ramach krajowego pucharu. Przez pierwsze sześć miesięcy, wobec dużej konkurencji o miejsce w składzie, zanotował równocześnie zaledwie jeden występ w lidze; regularne występy zaczął notować dopiero wraz z nadejściem nowego roku, kiedy to z klubu odszedł podstawowy napastnik Pablo Velázquez, na pozycję skrzydłowego został przesunięty Benítez, zaś Jerónimo Amione zanotował regres formy. W wiosennych rozgrywkach pokazał się z dobrej strony, zdobywając dwa gole w trzynastu ligowych spotkaniach (z czego dziewięć rozegrał w pierwszym składzie), a jego udane występy zaowocowały pierwszym powołaniem do seniorskiej reprezentacji. On sam przyznał wówczas, iż rozgrywa jak dotąd najlepszy sezon w karierze, zaś serwis Goal określił go jako "piłkarza łączącego jakość z młodością". Indywidualne porady i wskazówki dawane mu podczas treningów przez szkoleniowca José Cardozo – w przeszłości wybitnego napastnika – zawodnik określił jako bardzo ważne w jego rozwoju piłkarskim.
W czerwcu 2015 Bueno na zasadzie rocznego wypożyczenia powrócił do Club León, występującego już w pierwszej lidze. Pierwsze spotkanie po transferze rozegrał 18 sierpnia 2015 w wygranym 3:1 pojedynku z Correcaminos UAT w pucharze kraju, kiedy to spędził na boisku pełne dziewięćdziesiąt minut. Po raz pierwszy wpisał się natomiast na listę strzelców 12 września tego samego roku w przegranej 2:6 ligowej konfrontacji z Chiapas. Zgodnie z oczekiwaniami pełnił rolę rezerwowego dla czołowego napastnika i króla strzelców ligi – Argentyńczyka Mauro Bosellego i na boiskach pojawiał się głównie w rozgrywkach pucharu Meksyku. Jego sytuacja pogorszyła się w styczniu, gdy do drużyny przybył nowy atakujący – Germán Cano, zaś na stanowisku trenera Luis Fernando Tena zastąpił Juana Antonio Pizziego. Nowy szkoleniowiec przesunął gracza do klubowej ekipy do lat dwudziestu, a do pierwszego zespołu przywrócił go dopiero pod koniec sezonu, wskutek kontuzji Cano.
W maju 2016 Bueno został wypożyczony z opcją kupna do klubu Chivas de Guadalajara.

## Kariera reprezentacyjna
Bueno rozpoczął występy w meksykańskich kadrach narodowych w kategorii wiekowej do lat piętnastu. W czerwcu 2011 został powołany przez szkoleniowca Raúla Gutiérreza do reprezentacji Meksyku U-17 na Mistrzostwa Świata U-17 w Meksyku. Podczas tego turnieju miał pewne miejsce w wyjściowym składzie, tworząc podstawowy duet napastników z Carlosem Fierro i rozegrał wszystkie siedem meczów, z czego sześć od pierwszej minuty. Wpisał się również na listę strzelców w spotkaniu 1/8 finału z Panamą (2:0). Meksykanie, pełniący wówczas rolę gospodarzy, zdobyli natomiast tytuł juniorskich mistrzów świata, pokonując w finale Urugwaj (2:0) na Estadio Azteca (Bueno rozegrał w tym spotkaniu 74 minuty).
W lutym 2013 Bueno znalazł się w ogłoszonym przez Sergio Almaguera składzie reprezentacji Meksyku U-20 na Mistrzostwa Ameryki Północnej U-20 w Meksyku. Tam rozegrał wszystkie pięć spotkań w wyjściowej jedenastce i strzelił dwa gole – w meczu fazy grupowej z Curaçao (3:0) oraz w ćwierćfinałowej konfrontacji z Jamajką (4:0). Jego zespół triumfował wówczas w tym turnieju, po pokonaniu w finale po dogrywce USA (3:1). Trzy miesiące później wziął udział w prestiżowym towarzyskim Turnieju w Tulonie, podczas którego zanotował komplet czterech występów (trzy w pierwszej jedenastce), zdobywając bramkę w pojedynku z Portugalią (3:3), zaś jego drużyna zajęła trzecie miejsce w grupie, nie kwalifikując się do dalszych gier. W czerwcu 2013 został powołany przez Almaguera na Mistrzostwa Świata U-20 w Turcji, gdzie jako podstawowy napastnik rozegrał wszystkie cztery mecze w pierwszym składzie i zdobył gola w konfrontacji fazy grupowej z Mali (4:1). Meksykanie odpadli natomiast z młodzieżowego mundialu w 1/8 finału, ulegając w nim Hiszpanii (1:2).
W listopadzie 2014 Bueno znalazł się w składzie reprezentacji Meksyku U-23 prowadzonej przez Raúla Gutiérreza na Igrzyska Ameryki Środkowej i Karaibów w Veracruz. Tam pełnił głównie rolę alternatywnego gracza – rozegrał cztery z pięciu meczów, z czego aż trzy jako rezerwowy i ani razu nie wpisał się na listę strzelców, natomiast Meksykanie po pokonaniu w finale Wenezueli (4:1) zdobyli złoty medal na męskim turnieju piłkarskim. W maju 2015 po raz kolejny wystąpił na Turnieju w Tulonie, gdzie zanotował trzy z czterech spotkań, strzelając gola w konfrontacji z Anglią (2:1), zaś jego kadra ponownie nie awansowała do fazy play-off, podobnie jak przed dwoma laty zajmując trzecią lokatę w swojej grupie. Miesiąc później wziął udział w Igrzyskach Panamerykańskich w Toronto, podczas których zagrał w czterech z pięciu meczów (dwa z nich rozpoczął w wyjściowym składzie) i strzelił gola w fazie grupowej Trynidadowi i Tobago (4:2). Meksykanie dotarli natomiast do finału, w którym przegrali z Urugwajem (0:1), wobec czego wywalczyli srebrny medal igrzysk.
We wrześniu 2015 Bueno został powołany do reprezentacji Meksyku U-23 na północnoamerykański turniej kwalifikacyjny do Igrzysk Olimpijskich 2016, podczas którego miał niepodważalne miejsce w formacji ofensywnej i rozegrał wszystkie pięć meczów w pełnym wymiarze czasowym. Strzelił także dwie bramki w meczu fazy grupowej z Kostaryką (4:0), a jego drużyna triumfowała w eliminacjach po pokonaniu w finale Hondurasu (2:0). W sierpniu 2016 znalazł się w składzie na Igrzyska Olimpijskie w Rio de Janeiro, gdzie rozegrał wszystkie trzy mecze w wyjściowej jedenastce, tworząc duet napastników z Oribe Peraltą (a po jego kontuzji z Erickiem Torresem). Meksykanie – broniący wówczas tytułu – odpadli jednak z męskiego turnieju piłkarskiego już w fazie grupowej.
W kwietniu 2015 Bueno został awaryjnie powołany przez selekcjonera Miguela Herrerę do seniorskiej reprezentacji Meksyku w miejsce kontuzjowanego Oribe Peralty. W kadrze narodowej zadebiutował 15 kwietnia 2015 w przegranym 0:2 meczu towarzyskim z USA, pojawiając się na boisku w 83. minucie w miejsce Eduardo Herrery.

## Statystyki kariery

### Klubowe
| León        | 2010–2011 | Meksyk | Ascenso MX | 1  | 0  | —— | —— | —— | —— | —— | 1   | 0  |
| Pachuca     | 2011–2012 | Meksyk | Liga MX    | 16 | 4  | —— | —— | —— | —— | —— | 16  | 4  |
| Pachuca     | 2012–2013 | Meksyk | Liga MX    | 6  | 1  | 3  | 0  | —— | —— | —— | 9   | 1  |
| Pachuca     | 2013–2014 | Meksyk | Liga MX    | 5  | 1  | 4  | 1  | —— | —— | —— | 9   | 2  |
| Tecos       | 2013–2014 | Meksyk | Ascenso MX | 20 | 5  | 4  | 0  | —— | —— | —— | 24  | 5  |
| Toluca      | 2014–2015 | Meksyk | Liga MX    | 14 | 2  | 5  | 2  | —— | —— | —— | 19  | 4  |
| León        | 2015–2016 | Meksyk | Liga MX    | 13 | 1  | 9  | 3  | —— | —— | —— | 22  | 4  |
| Guadalajara | 2016–2017 | Meksyk | Liga MX    | 0  | 0  | 0  | 0  | —— | —— | —— | 0   | 0  |
| Ogółem      | Ogółem    | Ogółem | Ogółem     | 75 | 14 | 25 | 6  | —— | —— | —— | 100 | 20 |

Stan na 1 lipca 2016.

### Reprezentacyjne
| Meksyk |        |        |   |   |   |   |   |   |   |   |   |
| Meksyk | 2015   | 1      | 0 | — | — | — | — | — | 1 | 0 |   |
| Meksyk | 2016   | 0      | 0 | — | — | — | — | — | 0 | 0 |   |
| Ogółem | Ogółem | Ogółem | 1 | 0 | — | — | — | — | — | 1 | 0 |

Stan na 1 lipca 2016.